# Lee Loughnane
Lee David Loughnane, ameriški trobentač, vokalist in skladatelj, * 21. oktober 1946, Elmwood Park, Illinois, ZDA.
Javnosti je postal znan kot eden izmed ustanovnih članov rock skupine Chicago, ki je ena najdlje delujočih in najuspešnejših rock skupin ter ena komercialno najuspešnejših skupin vseh časov.

## Zgodnja leta in izobrazba
Lee David Loughnane se je rodil v Elmwood Parku, Illinois, predmestju Chicaga, Philipu in Juaniti Loughnane kot drugi od petih otrok. Trobento je pričel igrati, ko je bil star enajst let, igral pa je isti instrument, kot ga je pred njim igral oče, ko je bil v Vojnem letalstvu ZDA. Loughnane je obiskoval srednjo fantovsko šolo St. Mel High School, v okviru katere je deloval koncertni orkester, jazzovska skupina in godba. Ko je leta 1964 diplomiral, je vedel, da želi postati profesionalni glasbenik. »Ničesar drugega nisem želel početi«, je o tem dejal Loughnane. Kasnejše člane Chicaga je spoznal na univerzi DePaul University.

## Kariera
Preko prijateljstva s kitaristom Terryjem Kathom, je Loughnane spoznal bobnarja Dannyja Seraphinea in saksofonista/pihalca Walterja Parazaiderja. Parazaider je želel ustanoviti rock skupino s trobilsko sekcijo, zato je Loughnanea vabil na vaje. Loughnane je bil član skupine od vsega začetka. Najprej so se imenovali The Big Thing. Kasneje so se preimenovali v Chicago Transit Authority, skupini pa so se pridružili še James Pankow na trombonu, Robert Lamm na klaviaturah in vokalu ter Peter Cetera na vokalu in basu. Skupina je kmalu skrajšala svoje ime v Chicago.
Med Loughnaneove skladbe skupine sodijo: hit singla »Call on Me« z albuma Chicago VII in »No Tell Lover« z albuma Hot Streets, kot tudi skladbe »Take a Chance« z albuma Hot Streets, »Together Again« z albuma Chicago X, »This Time« z albuma Chicago XI in »America« z albuma Chicago XXXVI: Now, katere izvod je bil 4. julija 2014 poslan vsakemu članu Kongresa ZDA. »V času, ko sem napisal skladbo, je bila skupina zelo dobro uveljavljena s šestimi albumi in velikim uspehom. Prišel sem zelo plašno 'želite slišati mojo skladbo?'. Nisem vedel, če jo želijo posneti. Nisem si mislil, da je dovolj dobra,« je o tem, kako je skupini predstavil svojo prvo sklabo, ki je postala top 10 singel, dejal Loughnane.
»Song of The Evergreens« je prva skladba Chicaga, pri kateri je Loughnane odpel glavni vokal. Napisal jo je Terry Kath, izšla pa je na albumu Chicago VII. Spremljevalne vokale je prispeval številnim skladbam Chicaga, občasno pa je prispeval tudi glavni vokal: »Together Again« (Chicago X), »This Time« (Chicago XI), »Let it Snow! Let It Snow! Let It Snow!« (Chicago XXV: The Christmas Album) ter »It's the Most Wonderful Time of the Year« in »Rockin' and Rollin' on Christmas Day« (Chicago XXXIII: O Christmas Tree). Na koncertih poje Loughnane skladbo »Colour My World«.
Poleg svojih glasbenih prispevkov, je Loughnane znan po mirovnih prizadevanjih v skupini in kot reševalec problemov. Opravil je več intervjujev in produciral nekaj zadnjih albumov skupine, vključno z albumom Chicago XXXVI: Now, ki je bil posnet izključno v potovalnem studiu, ki ga je formiral Lee skupaj z inženirjem Timom Jessupom.
Visoki Loughnane je leta 1973 nastopil v filmu Electra Glide in Blue kot prašičji farmer v hipijevski komuni. V filmu sta nastopila tudi Peter Cetera in Walt Parazaider, film pa je režiral James Guercio, ki je bil v tistem času producent Chicaga. Leta 1984 je v videospotu skladbe »Stay The Night« igral policista na motorju. Leta 2013 se je skupaj z Robertom Lammom in Jamesom Pankowom pojavil v komediji Clear History Larryja Davida.
Leta 1978 so Chicago v studiu Criteria Studios v Miamiju snemali album Hot Streets, v sosednjem studiu pa so Bee Gees snemali Spirits Having Flown. Trobilna sekcija Chicaga je tako posnela skladbi Bee Geesov »Stop (Think Again)« in »Too Much Heaven«. Loughnane je pri »Too Much Heaven« igral krilnico, Parazaider pa flavto. Bratje Gibbs so v zameno prispevali spremljevalne vokale pri skladbi »Little Miss Lovin'«. Istega leta je trobilna sekcija Chicaga sodelovala pri snemanju Russellovega albuma Americana. Loughnane je za album z Martyjem Grebbom napisal tudi trobilne aranžmaje.
Loughnane je član bratstva Phi Mu Alha Sinfonia. 26. avgusta 2009 je skupaj z ostalimi člani skupine Chicago prejel priznanje Signature Sinfonian.
Elmwood Park je leta 2012 po Loughnanu poimenoval »Lee Loughnane Way«, ki leži blizu njegovega prvega doma na Sunset Driveu. 8. aprila 2016 je bil kot član prvotne zasedbe Chicaga sprejet v Hram slavnih rokenrola, poleg njih pa so bili sprejeti še N.W.A., Deep Purple, Steve Miller in Cheap Trick.